# ماریو لاوتزی
ماریو لاوِتزی (به ایتالیایی: Mario Lavezzi) زاده ۸ مه ۱۹۴۸ یک خواننده، ترانه‌سرا، تهیه‌کننده و گیتاریست اهل ایتالیا است.

## زندگی‌نامه
ماریو لاوتزی با نام کامل برونو ماریو لاوتزی در یک خانواده ثروتمند میلان به دنیا آمد. وی نواختن پیانو و گیتار را در مدرسه ملی میلان 
آموخت. لاوتزی حرفه خود را از سال ۱۹۶۳ به عنوان خواننده و گیتاریست در گروه ترپرز 
آغاز نمود.
- ۱۹۶۶ - بدنبال از هم پاشیدن گروه ترَپِرز جایگزین ریکی مایوکی [و ۳]در گروه کامالئونتی[و ۴] شد.
- ۱۹۶۸ - برای گذراندن دوران نظام وظیفه از این گروه جدا شد.
- ۱۹۶۹ - با نوشتن متن ترانه آخرین روز بهار [و ۵] به همراه گروه دیک دیک [و ۶] حرفه ترانه سرایی را نیز آغاز کرد.
- ۱۹۷۰ - از پایه‌گذاران گروه پاپ-راک بنام فلورا فائونا اِ سمنتو [و ۷] بود.
- ۱۹۷۴ - وی یکی از اعضای پروژه موزیکال پراگرسیو راک بنام پرواز [و ۸] بود.

در نیمه دوم دهه ۷۰ میلادی لاوتزی به صورت فشرده حرفه ترانه‌نویسی را به تنهایی آغاز نمود و در همین دوره همکاری خود را به عنوان نویسنده و تهیه‌کننده ضبط برای چندین آلبوم لوردانا برته را نیز در کارنامه کاری خود دارد.
لاوتزی بعدها ترانه‌هایی را برای بسیاری از هنرمندان مشهور همچون لوچو دالا، جانی موراندی، آنا اوکسا، اسپاینیا، مارچلا بلا، اورنلا وانونی، فیورلا مانویا نوشت.

## واژه‌نامه
1. ↑  Scuola Civica di Milano
2. ↑   I Trappers
3. ↑  Ricky Maiocchi
4. ↑  I Camaleonti
5. ↑  L'ultimo giorno di Primavera
6. ↑  Dik Dik
7. ↑  Flora Fauna e Cemento
8. ↑  Il Volo
9. ↑  Loredana Berté
10. ↑  Lucio Dalla
11. ↑  Gianni Morandi
12. ↑  Anna Oxa
13. ↑  Spagna
14. ↑  Marcella Bella
15. ↑  Ornella Vanoni
16. ↑  Fiorella Mannoia